# Diabaté Fatoumata Guindo
Pour les articles homonymes, voir Guindo.
Diabaté Fatoumata Guindo, née le 28 juin 1973 à Sévaré, est une femme politique malienne. Elle est notamment ministre chargée des Relations avec les institutions et porte-parole du Gouvernement de 2007 à 2011.

## Biographie
Diabaté Fatoumata Guindo est diplômée de l'École nationale d'administration de Bamako en 1996.
Elle travaille à l’Office national de Main d’œuvre jusqu'en 2007. Secrétaire générale du Rassemblement national pour la démocratie, elle est ministre chargée des Relations avec les institutions et porte-parole du Gouvernement du 3 octobre 2007 au 6 avril 2011.